# Charles Lennox, 1.º Duque de Richmond
Charles Lennox, 1.º Duque de Richmond e 1.º Duque de Lennox (Londres, 29 de julho de 1672 — Goodwood, Sussex, 27 de maio de 1723) foi o filho ilegítimo de Carlos II da Inglaterra e de sua amante, Louise de Kérouaille, Duquesa de Portsmouth.

## Títulos
Lennox foi titulado Duque de Richmond, Conde de March e Barão Settrington no Pariato da Inglaterra em 9 de agosto de 1675 e Duque de Lennox, Conde de Darnley e Lorde Torbolton no Pariato da Escócia no dia 9 de setembro de 1675. Na França, Luís XIV permitiu que ele herdasse a dignidade de sua mãe, tornando-se assim Duque de Aubigny.  

## Biografia
Em abril de 1681, aos nove anos, foi investido Cavaleiro da Jarreteira. Em julho do mesmo ano, foi apontado Governador do Castelo de Dumbarton. No ano seguinte, visitou a França em companhia de sua mãe.
Em 1684, ele foi descrito como um "garoto muito bonito". Seu pai, Carlos II, fazia questão de vê-lo bem financeiramente. Depois da morte do rei, Richmond e sua mãe retornaram à França, desta vez residindo um ano por lá. Em 21 de outubro de 1685, em Fontainebleau, Carlos Lennox adotou a religião católica romana.
Depois da revolução que removeu Jaime II, Richmond novamente regressou à França. Por ser muito jovem, não pôde se juntar à expedição de Jaime II na Irlanda. Entretanto, em 1689, Carlos entrou para o exército francês, atuando como um ajudante-de-ordens do Duque de Orleans. 
Em 1690, não satisfeito com as remunerações de Luís XIV, retornou à Inglaterra por meio da Suíça e da Alemanha. É dito que levou consigo as joias de sua mãe, sem o conhecimento dessa. Na Inglaterra, Lennox tomou parte no Jacobismo antes de fazer paz com Guilherme III. Em novembro de 1693, pôde se juntar à Câmara dos Lordes, sendo acusado três anos depois de participar de planos jacobitas.    
Ele foi apontado Lord High Admiral da Escócia, sob reservação de comissão concedida a James, Duque de Albany e York (mais tarde Jaime VII). O apontamento só foi efetivo entre 1701 e 1705, quando Lennox renunciou a todas suas propriedades e cargos na Escócia. 
Ao final do reinado da Rainha Ana, ele não era mais um Whig, mas pareceu simpatizar com o partido novamente quando Jorge I fê-lo conselheiro privado da Irlanda, em 1715. 
Morreu em Goodwood, Sussex, e foi enterrado primeiramente na Capela de Henrique VIII, Westminster, sendo mais tarde transferido para a Catedral de Chichester.

## Casamento e filhos
Em 1693, casou-se com Anne Brudenell (morta em 1722), filha de Francis, Barão Brudenell, e viúva de Henry Belasyse, com quem teve três filhos:
- Lady Louisa Lennox, depois Condessa de Berkeley
- Carlos Lennox, Conde de March, depois 2.º Duque de Richmond e 2.º Duque de Lennox
- Lady Anne Lennox, depois Condessa de Albemarle

Com sua amante, Jacqueline de Mezieres, teve uma filha:
- Renee Lennox (1709-1774), amante de seu primo Carlos Beauclerk, 2.º duque de St Albans.